# Cyrtopodion kirmanense
Cyrtopodion kirmanense là một loài thằn lằn trong họ Gekkonidae. Loài này được Nikolsky mô tả khoa học đầu tiên năm 1900.